# 函館市警察
函館市警察（はこだてしけいさつ）は、かつて存在した北海道函館市の自治体警察。

## 概要
旧警察法の施行で、従来の北海道警察部（旧北海道庁警察部）が解体され、1948年（昭和23年）3月7日に函館市警察署が設置された。そして、同年8月に函館市警察本部と改称した。
その後、1954年（昭和29年）に、それまでの旧警察法を全面改正する形で新警察法が公布された。これにより国家地方警察と自治体警察が廃止され、新たに都道府県警察として北海道警察が発足した。そのため、函館市警察も北海道警察に統合され、姿を消した。

## 警察署
1953年（昭和28年）時点
- 中央警察署
- 西警察署